# Cytadela (statek)

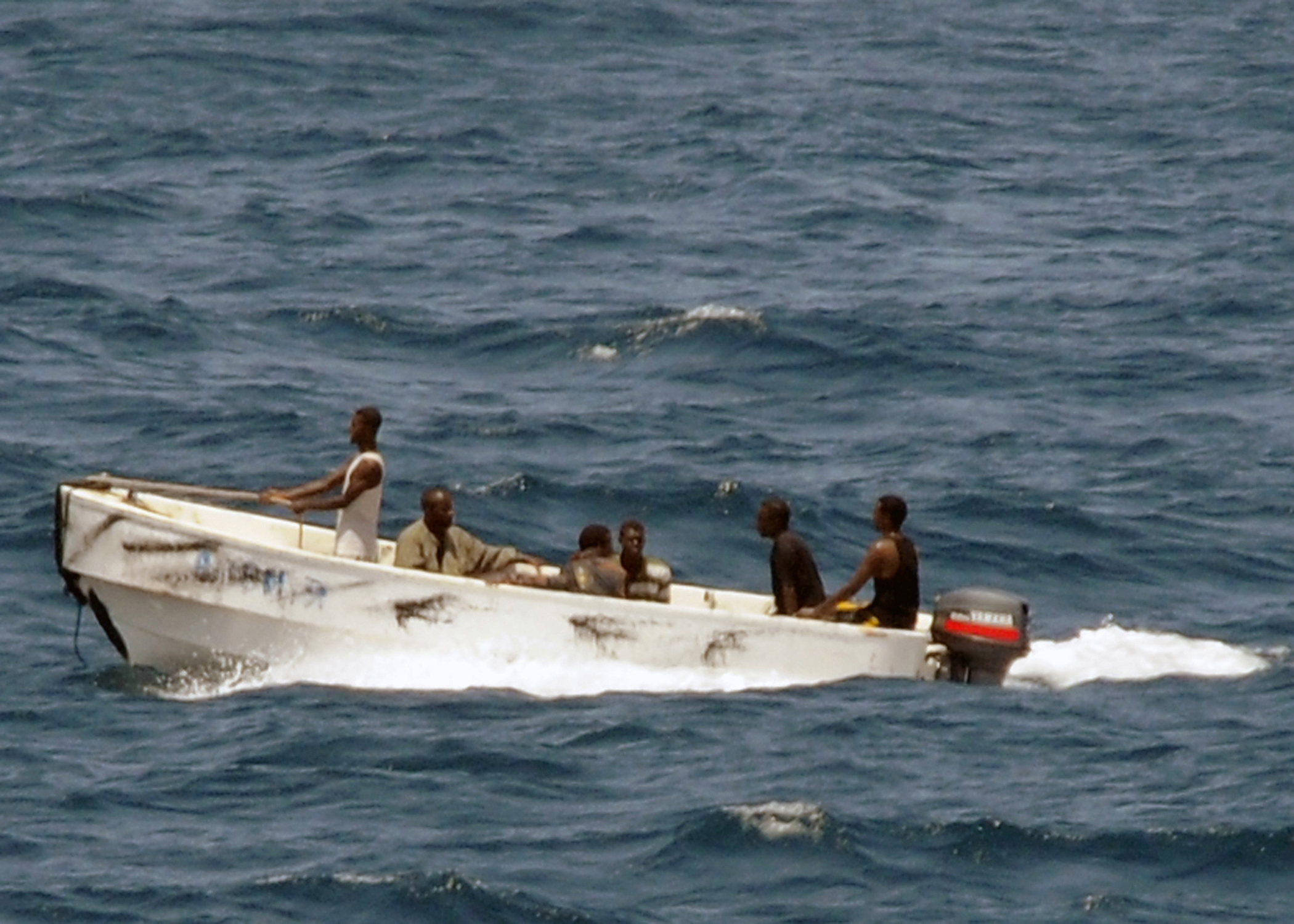
Współcześni piraci

Cytadela – pomieszczenie na statku, najczęściej umiejscowione w maszynowni. Pierwszy raz zostało zastosowane w 2010. Jest to bezpieczne, specjalnie przygotowane pomieszczenie do ochrony załogi statku, wyposażone w aparaty oddechowe, jedzenie, wodę i środki łączności. Stosowane na statkach w regionach świata szczególnie niebezpiecznych dla marynarzy, w razie zagrożenia wdarciem się napastników na jednostkę pływającą. Jeśli statek nie ma własnej ochrony, a napastnicy przedostają się na pokład, załoga może schronić się w cytadeli i bezpiecznie oczekiwać na pomoc.